# Pietro Chiappini
Pietro „Piero“ Chiappini (* 27. Juni 1915 in Altopascio; † 14. Januar 1988 in Rom) war ein italienischer Radrennfahrer.

## Sportliche Laufbahn
Chiappini war im Straßenradsport aktiv. Von 1936 bis 1946 war er Unabhängiger und Berufsfahrer. 1935 siegte er im Eintagesrennen Coppa del Re, in der Coppa Caivano und bei Tre Valli Varesine. 1936 gewann er den Giro del Casentino und eine Etappe im Giro del Lazio. 1937 siegte er im Circuito Valle del Liri. 1939 gewann er eine Etappe im Giro d’Italia, 1941 und 1942 Mailand–Turin. 
Zweiter wurde er bei Milano–Modena 1940, in der Coppa Bernocchi 1942. Dritter wurde er bei Mailand–Sanremo 1941, im Giro del Lazio 1942 und 1943. Bei Mailand–Sanremo 1939 wurde er Vierter.
Den Giro d’Italia fuhr Chiappini viermal. 1938 wurde er 43., 1939 49., 1940 44., 1946 kam er nicht ins Ziel.